# Centurión II Zaccaria
Centurión II Zaccaria (fallecido en 1432), descendiente de una poderosa familia comerciante genovesa establecida en Morea, fue instalado como príncipe de Acaya por Ladislao I de Nápoles en 1404 y fue el último gobernante del Imperio latino que no estuvo bajo la soberanía bizantina.
Centurión era el hijo mayor de Andrónico Asen Zaccaria y nieto de Centurión I Zaccaria. Sucedió a su padre en la Baronía de Arcadia (actual Ciparisia) en 1402. Aunque joven, era ambicioso y derrocó a su tía, María II Zaccaria, en Acaya en 1404. Este movimiento fue aprobado por su señor, el rey de Nápoles. Inmediatamente, reforzó su poder en el ámbito local al casarse con Creusa, la hija de Leonardo II Tocco, señor de Zante, Leucas, Cefalonia, Epiro y del Peloponeso occidental. Centurión luego designó a su hermano, Esteban, arzobispo de Patras.
Sin embargo, Centurión entró rápidamente en guerra con sus parientes políticos. El primo de su esposa Carlo I Tocco, duque de Leucas, había conseguido que Ladislao lo absolviera de sus obligaciones feudales con Acaya (1406) y luego, se alió con Teodoro I Paleólogo, déspota de Morea, declarado la guerra al Principado, y conquistando Glarentza (1408), el mayor puerto del principado. Su hermano Esteban, sin embargo, abandonó la diócesis de Patras a los venecianos en préstamo por cinco años. Centurión a sí mismo se vio obligado a aliarse con los venecianos y la familia genovesa Giustiniani, que gobernaba en Quíos, y contratar mercenarios albaneses para volver a tomar el puerto el 12 de julio de 1414. A cambio de la protección militar, concedió los puertos de Glarentza y Navarino a la familia Giustiniani de Génova.
Posteriormente, durante los siguientes tres años, Centurión no pudo obtener ninguna ayuda de Génova, presionado por el Ducado de Milán en tierra y por la Corona de Aragón en el mar. En 1417, el ejército imperial de Constantinopla, liderado por el déspota Teodoro II Paleólogo y el emperador Juan VIII, invadió Acaya. Tomaron Mesenia y Elis y sitiaron a Centurión en Glarentza, de donde huyó por mar en la primavera de 1418. Un poco más tarde, Patras también cayó. Solo por mediación de los venecianos que ocuparon Navarino el príncipe fue capaz de conseguir una tregua.
Lo único que quedaba del principado que una vez dominó Grecia fueron unas pocas fortalezas, como el castillo ancestral y Baronía de Chalandritsa. En 1429, Tomás Paleólogo de Morea sitió a Centurión en Chalandritsa y extrajo de él un tratado por el que su hija, Caterina, se casaría con el déspota y por lo tanto lo haría heredero de Centurión en Acaya. Centurión pudo mantener su herencia, la Baronía de Arcadia (que no debe confundirse con la región del mismo nombre). Centurión se retiró a Arcadia en 1430, después de que el matrimonio terminó. Ahí murió dos años después. Sus dominios pasaron al Despotado de Morea.
Centurión dejó un hijo ilegítimo, Juan Asen Zaccaria, que fue el dirigente de revueltas posteriores contra la autoridad griega.